# Фу Су
Фу Су или Фусу (умер в 210 году до н. э.) — старший сын Цинь Шихуанди, первого императора Китая, наследник престола империи Цинь. Посоветовал отцу не казнить столичных учёных, но тот отверг этот совет и отправил сына на северную границу — фактически в почётное изгнание. Вскоре принц стал жертвой интриг своего младшего брата Хухая. Когда император умер, Хухай составил фальшивый указ, в котором Фу Су повелевалось покончить с собой. Тот, как послушный сын, выполнил это распоряжение.
После смерти Хухая (Эрши Хуана) императором стал Цзыин, которого Сыма Цянь называет сыном Фу Су.